# Maurice Gibb
Maurice Ernest Gibb (22 tháng 12 năm 1949 - 12 tháng 1 năm 2003) là một nhạc sĩ, ca sĩ,người viết nhạc,nhà sản xuất ghi âm,tay trống,tay chơi đàn ghi-ta và đàn organ trong ban nhạc Bee Gees.
Ông sinh ra ở đảo Man thuộc Anh trong gia đình cha mẹ là người Anh. Ông là anh em trai sinh đôi của Robin Gibb và là em trai của Barry Gibb.
Ba anh em đã bắt đầu sự nghiệp ca hát của mình vào năm 1955 tại Manchester, Anh, thành lập ra ban nhạc Rattlesnakes trước khi đổi tên thành Bee Gees khi chuyển đến Úc năm 1958. Họ đã đạt thành công lớn khi họ trở về nước Anh kể từ năm 1967.
The Bee Gees đã trở thành một trong những nhóm nhạc pop thành công nhất.

## Tiểu sử
Maurice Ernest Gibb sinh ra trong gia đình có mẹ là Barbara (nhũ danh Pass) và cha là Hugh Gibb trên đảo Man, Maurice là em trai của anh em song sinh của Robin Gibb, ông sinh ra sau anh trai mình 35 phút. Ông là con thứ tư trong gia đình năm người con; ông có một chị gái tên là Lesley (sinh 1945) và ba anh em - người anh Barry (sinh 1946), người anh sinh đôi Robin (1949-2012), và cậu em Andrew (1958-1988). Trong những năm 1950, gia đình chuyển đến Chorlton-cum-Hardy tại Manchester, Anh, sau đó vào cuối năm 1958, họ chuyển đến Brisbane, Australia, định cư trong một vùng ngoại ô nghèo nhất của thành phố, đảo Cribb, sau đó bị giải tỏa để xây sân bay Brisbane.
Gibb đã kết hôn với ngôi sao nhạc pop người Scotland Lulu 1969-1973. Sự nghiệp của họ và chứng nghiện rượu nặng của ông đã chia rẽ cuộc sống của họ và họ đã ly hôn, không có con, vào năm 1973. Ông kết hôn với Yvonne người vợ thứ hai của mình Spencely ngày 17 tháng 10 năm 1975. Họ có hai con: Adam và Samantha. Cuộc hôn nhân của họ kéo dài cho đến khi Maurice Gibb qua đời.